# Tamara Feldman
Pour les articles homonymes, voir Feldman.
Tamara Feldman, nom d'actrice de Amara Zaragoza, née le 5 décembre 1980 à Wichita dans le Kansas, est une actrice américaine.
Elle est notamment connue pour avoir joué le personnage de Marybeth dans le film Butcher : La Légende de Victor Crowley, ainsi que pour ses rôles dans des séries, telles Smallville, Supernatural ou Gossip Girl.

## Filmographie
| Année | Titre                                  | Personnage                                   | Remarques     |
| ----- | -------------------------------------- | -------------------------------------------- | ------------- |
| 2004  | Geldersma                              | Norah Sobel                                  | Court métrage |
| 2005  | Romy and Michele: In the Beginning     | Fille prétentieuse no 2 (« Snotty girl #2 ») | Téléfilm      |
| 2006  | Butcher : La Légende de Victor Crowley | Marybeth Dunston                             |               |
| 2007  | Perfect Stranger                       | Bethany                                      |               |
| 2007  | Something's Wrong in Kansas            | Sabrina                                      |               |
| 2008  | Rez Bomb                               | Harmony                                      |               |
| 2008  | The Nature of Space & Time             | Angela Davies                                | Court métrage |
| 2009  | Conspiracy                             | Kamila                                       |               |
| 2011  | Alyce Kills                            | Carroll Lewis                                |               |
| 2013  | Walk the Light                         | Julia                                        | Court métrage |
| 2013  | Resurrection Slope                     | Mom                                          | Court métrage |
| 2013  | A Woman Called Job                     | Job                                          |               |

| Année           | Titre                   | Personnage                      | Remarques                                          |
| --------------- | ----------------------- | ------------------------------- | -------------------------------------------------- |
| 2002            | Smallville              | Kyla Willowbrook                | Épisode : Skinwalker                               |
| 2004            | Like Family             | Anna Sinclair                   | Épisode : Romancing the Home                       |
| 2004            | Jake 2.0                | Vanessa Cardounel               | Épisode : Blackout                                 |
| 2005            | Boston Legal            | Cassie                          | 2 épisodes                                         |
| 2006            | Monk                    | Kendra Frank                    | Épisode : Monk est Rock 'n' Roll                   |
| 2006            | Supernatural            | Angela Mason                    | Épisode : Children Shouldn't Play with Dead Things |
| 2007, 2009      | Dirty Sexy Money        | Natalie Kimpton                 | 6 épisodes                                         |
| 2008–2009, 2012 | Gossip Girl             | Poppy Lifton                    | 6 épisodes                                         |
| 2009            | Les Experts : Manhattan | Carolyn Williams / Kathy / Lisa | Épisode : She's Not There                          |
| 2009            | Life                    | Sasha                           | Épisode : I Heart Mom                              |
| 2009            | Royal Pains             | April                           | 2 épisodes (1 non crédité)                         |
| 2009            | Les Frères Scott        | Courtney Smith                  | Épisode : Your Cheatin' Heart                      |
| 2012            | Drop Dead Diva          | Fiona Crupp                     | Episode : Lady Parts                               |
| 2012–2013       | The Mob Doctor          | Amanda King                     | 2 épisodes                                         |
| 2013            | Switched                | Carrie Raisler                  | Épisode : As the Shadows Deepen                    |